# River Coln

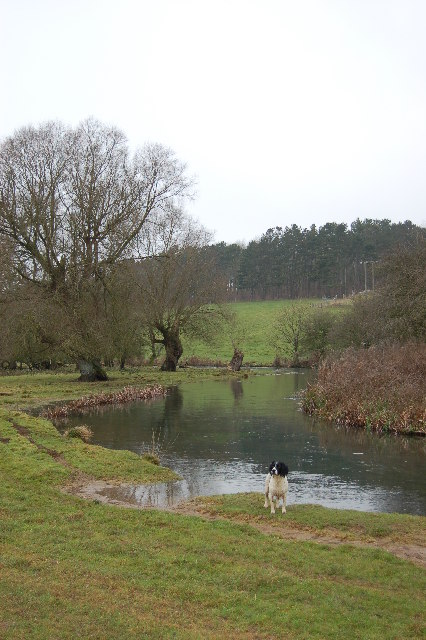
Zwischen Bibury und Coln St. Aldwyns

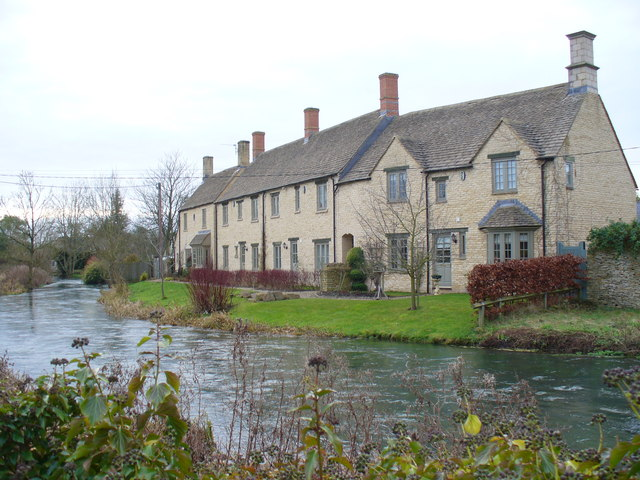
Bei Fairford

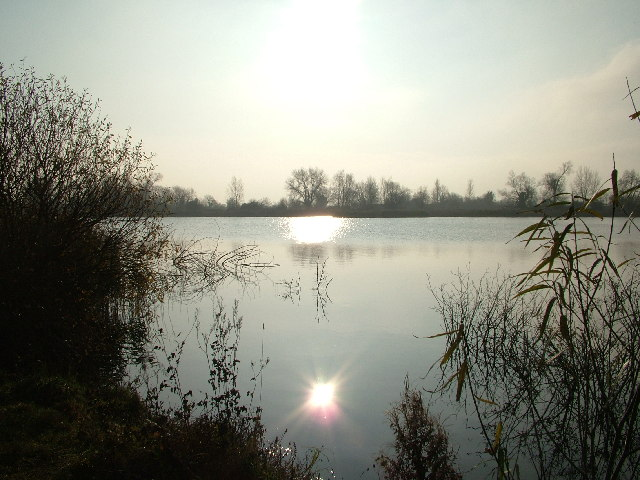
Cotswold Water Park

Der River Coln ist ein kleiner Fluss in Gloucestershire (England). Seine Quelle liegt bei Brockhampton, östlich von Cheltenham, von dort fließt er in südöstlicher Richtung bis zur Themse südwestlich von Lechlade, wo er sich mit dem Themse-Severn-Kanal (Thames and Severn Canal) bei der Round House Fußgängerbrücke vereinigt und gemeinsam mit diesem in die Themse einmündet.
In seinem Verlauf durchquert er die Cotswolds Hills, vorbei an Chedworth, Withington, Bibury, Coln St. Aldwyns und Fairford. Zwischen Fairford und Lechlade liegen große, jetzt aufgelassene Kiesgruben am Fluss. Hier entstand der Cotswold Water Park, dessen Baggerseen vom River Coln gespeist werden. 
Der Fluss ist sehr fischreich, besonders die Bestände von Bachforelle und Äsche sorgen für rege Sportfischerei an seinen Ufern.